# 傑米·雷迪
傑米·雷迪 （英語：Jamie Reidy，1970年3月31日—），是一名美國作家、編劇和哈芬登郵報部落客。
1992年畢業於聖母大學，他以優異的成績擔任美國陸軍軍官，並曾擔任輝瑞和禮來公司的醫藥銷售代表。
福斯2000 電影公司改編自傑米·雷迪的非虛構書籍《Hard Sell: The Evolution of a Viagra Salesman》，並將其翻拍成電影愛情藥不藥。